# Стори, Джозеф
Джозеф Стори (англ. Joseph Story; 1779—1845) — американский юрист и адвокат, работавший в Верховном суде США с 1811 по 1845 годы.

## Биография
Родился 18 сентября 1779 года в городе Марблхед, штат Массачусетс. Его отец — доктор Elisha Story, был членом организации Сыны свободы, одной из акций которой стало Бостонское чаепитие. Во время Американской революционной войны он переехал из Бостона в Marblehead. Его первая жена Рут (урожденная Ruddock) умерла; отец женился во второй раз в ноябре 1778 года на Mehitable Pedrick, дочери богатого купца, потерявшего своё состояние во время революционной войны. Джозеф был первенцем из одиннадцати детей второго брака (от первого брака у отца было семеро детей).
Первоначально Джозеф учился в местной школе Marblehead Academy (до осени 1794 года), где одним из его преподавателей был Уильям Харрис, позднее — президент Колумбийского университета. В Гарвардский университет поступил в январе 1795 года, где присоединился к литературному объединению Adelphi и был принят в общество Phi Beta Kappa Society. Гарвард окончил в 1798 году, будучи вторым по успеваемости после Уильяма Эллери Чаннинга, будущего американского писателя, одного из основателей американского унитаризма. После этого начал работать в родном городе под руководством Samuel Sewall, будущего конгрессмена и главного судьи штата Массачусетс; затем — в Сейлеме, Массачусетс, под руководством местного судьи Samuel Putnam. В 1801 году был принят в коллегию адвокатов Сейлема.
Джозеф Стори стал адвокатом округа Эссекс, Массачусетс, представляя интересы Демократическо-республиканской партии США, работая в фирме George Crowninshield & Sons. Одновременно он писал стихи, опубликовав в 1804 году одну из первых американских поэм «The Power of Solitude». В 1805 году он был избран депутатом Палаты представителей штата Массачусетс, где работал по 1808 год; с декабря 1808 по март 1809 года представлял округ Эссекс в Конгрессе США. Затем Стори вернулся к частной практике в Сейлеме и был снова избран в Палату представителей США, где стал спикером в 1811 году.
15 ноября 1811 года, в возрасте тридцати двух лет, Стори стал самым молодым членом Верховного суда США, будучи назначенным президентом Джеймсом Мэдисоном вместо умершего Уильяма Кушинга (англ. William Cushing). На этой должности Джозеф Стори находился до конца своей жизни. Он был избран членом общества American Antiquarian Society в 1814 году, позднее став его вице-президентом, находясь на этом посту с 1831 по 1845 годы.
Умер 10 сентября 1845 года в Кембридже, штат Массачусетс, где был похоронен на кладбище Mount Auburn Cemetery.

### Семья
Первая жена Джозефа Стори — Мэри Оливер (англ. Mary F. L. Oliver) умерла в июне 1805, вскоре после их брака. В августе 1808 года он женился на Саре Уэтмор (англ. Sarah Waldo Wetmore), дочери судьи Уильяма Уэтмора из Бостона. У них было семеро детей, но только двое из них — Мэри и Уильям дожили до взрослых лет. Уильям стал известным поэтом и скульптором.

## Память
- Округ Стори в штате Айова был назван в его честь, как и зал Story Hall в общежитии юридического факультета Гарвардского университета.
- В 1900 году Джозеф Стори был избран в Зал славы великих американцев, где ему установлен бюст работы американского скульптора Герберта Адамса.